# يانبلاغي
يانبلاغي (بالفارسية: یانبلاغی) هي مستوطنة تقع في قسم تشاراويماق المركزي في إيران. يقدر عدد سكانها بـ 202 نسمة .